# 科利斯尼基夫卡 (科別利亞基區)
49°12′55″N 34°12′9″E / 49.21528°N 34.20250°E
科利斯尼基夫卡（烏克蘭語：Колісниківка），是烏克蘭中部的村莊，隸屬波爾塔瓦州的波爾塔瓦區。該村處於大科別利亞喬克河右岸，分別距離斯韋爾德洛夫西克3公里和亞布盧尼夫卡2.5公里，海拔高度74米，2001年人口147。